# Emmy Neiendorff
Emmy Neiendorff (geboren am 18. März 1888 in Berlin, gestorben am 2. April 1962 in Hechendorf am Pilsensee) war eine deutsche Opernsängerin (Alt/Contralto).

## Leben
Sie wurde am Stern’schen Konservatorium in Berlin ausgebildet und war Schülerin von Mathilde Mallinger und Nikolaus Rothmühl (1857–1926). Sie debütierte 1914 an der Oper Breslau in der Rolle „Soloblume“ im Parsifal auf. Sie hatte von 1915 bis 1918 Engagements in Straßburg und 1919 bis 1920 in Freiburg im Breisgau. Von 1920 bis 1938 war sie Mitglied des Ensembles im Landestheater Dessau. Als bedeutend gewürdigt wurde ihre Titelrolle in der deutschen Uraufführung von Dido and Aeneas in Dessau 1925.
Neben der Tätigkeit an Oper und Theater war Neiendorff auch bekannt als Konzert- und Oratoriensängerin. Begleitet wurde sie unter anderem von Hans Pfitzner zu dessen Stücken am Klavier. Weiter bekannt wurde sie durch weitere internationale Gastspielauftritte. In Berlin trat sie ab 1925 regelmäßig auf; in Leipzig und Stuttgart 1928; in Hamburg 1929. Beim Wagner-Festival 1930 in Paris gab sie unter Dirigent Franz von Hoeßlin die „Fricka“ im Ring des Nibelungen, im selben Jahr gab sie auch ein Konzert in Wien. Die Gastspieltournee 1931 führte sie nach München, Prag, Riga und Tallinn. 1938 bis 1939 unternahm Neiendorff eine Konzertreise in den USA.
Nach Ende ihrer Bühnenkarriere leitete Neiendorff eine eigene Opernschule in Dessau.